# Distrito de Adilabad
Adilabad (en telugú; ఆదిలాబాదు జిల్లా, urdu; آدل آباد ضلع) es un distrito de la India ubicado en el estado de Telangana. Su código ISO es IN.AP.AD.
Comprende una superficie de 16 128 km² y su centro administrativo es la ciudad de Adilabad.

## Demografía
Según el censo de 2011, contaba con una población total de 2 737 738 habitantes.

## Localidades
- Bellampalli
- Elegaon